# Departamento Junín (Mendoza)
Das Departamento Junín liegt im nördlichen Zentrum der Provinz Mendoza im Westen Argentiniens und ist eine von 18 Verwaltungseinheiten der Provinz. Es ist das kleinste Departamento der Provinz und nennt sich gerne Jardín de Mendoza (Garten Mendozas).
Es grenzt im Norden und Osten an das Departamento San Martín, im Südosten an das Departamento Santa Rosa, im Süden an das Departamento Rivadavia und im Westen an das Departamento Luján de Cuyo und im Nordwesten an das Departamento Maipú.
Die Hauptstadt des Departamento Junín ist das gleichnamige Junín.

## Distrikte
Das Departamento Junín ist in folgende Distrikte aufgeteilt:
- Algarrobo Grande
- Alto Verde
- Ingeniero Giagnoni
- Junín (Ciudad)
- La Colonia
- Los Barriales
- Medrano (Mendoza)
- Mundo Nuevo
- Phillips
- Rodríguez Peña

## Geschichte
Der Name Junín ist aus dem Quechua (suni oder suinin) abgeleitet. Er erinnert an die Schlacht von Junín am 6. August 1824 in den Pampas de Junín del Alto Perú (heute: Bolivien).
Das Gründungsdatum Juníns ist der 18. Januar 1859. Als Patronin wurde die Virgen del Rosario eingesetzt.

## Wirtschaft
Etwa 90 Prozent der Fläche des Departamentos wird landwirtschaftlich genutzt, hauptsächlich für den Anbau von Wein und Oliven. Außerdem wurde die Geflügelproduktion ausgebaut.

## Tourismus
Die wichtigsten touristischen Attraktionen sind, neben den nachstehend aufgeführten Festen:
- Los Barriales
- Die Weinberge von Molino Orfila
- Der Staudamm Dique Gobernador Tiburcio Benegas.

## Feste
- Fiesta departamental de la Vendimia (Januar)
- Festín del Pollo y el Olivo (Januar)
- Fiesta de la Pisada de Uva. Alljährlich im März in Molino Orfila
- Fiesta de la Melesca (April)
- Fiesta Nacional de la Danza (Mai)